# Финале УЕФА Лиге шампиона 2026.
Финале УЕФА Лиге шампиона 2026. је предстојећа фудбалска утакмица која ће бити одиграна 30. маја 2026. на стадиону Пушкаш арена у Будимпешти.

## Екипе
Такмичење је носило назив Куп европских шампиона до 1992, а назив УЕФА Лига шампиона користи се од 1993.

## Утакмица

### Детаљи
| Победник полуфинала 1 | v | Победник полуфинала 2 |
| --------------------- | - | --------------------- |
|                       |   |                       |